# Los Ybanez
Los Ybanez és una població dels Estats Units a l'estat de Texas. Segons el cens del 2000 tenia 32 habitants.

## Demografia
Segons el cens del 2000, Los Ybanez tenia 32 habitants, 10 habitatges, i 9 famílies. La densitat de població era de 137,3 habitants/km².
Dels 10 habitatges en un 40% hi vivien nens de menys de 18 anys, en un 60% hi vivien parelles casades, en un 20% dones solteres, i en un 10% no eren unitats familiars. En el 10% dels habitatges hi vivien persones soles el 10% de les quals corresponia a persones de 65 anys o més que vivien soles. El nombre mitjà de persones vivint en cada habitatge era de 3,2 i el nombre mitjà de persones que vivien en cada família era de 3,44.
Per edats la població es repartia de la següent manera: un 31,3% tenia menys de 18 anys, un 12,5% entre 18 i 24, un 21,9% entre 25 i 44, un 31,3% de 45 a 60 i un 3,1% 65 anys o més.
L'edat mediana era de 27 anys. Per cada 100 dones de 18 o més anys hi havia 83,3 homes.
La renda mediana per habitatge era d'11.250 $ i la renda mediana per família d'11.250 $. Els homes tenien una renda mediana de 9.750 $ mentre que les dones 0 $. La renda per capita de la població era de 22.324 $. Aproximadament el 50% de les famílies i el 56,8% de la població estaven per davall del llindar de pobresa.

## Poblacions més properes
El següent diagrama mostra les poblacions més properes.